# Liliidae
La sottoclasse Liliidae, appartenente alla classe Liliopsida (Monocotyledoneae), comprende piante sincarpiche, con fiori esameri aventi il perianzio formato da elementi tutti petaloidi e che, essendo provvisti di evidenti nettari, vengono impollinati da insetti o altri animali.

## Morfologia e caratteristiche generali
La struttura più reale è generalmente ciclica e molto spesso pentaciclica. Le infiorescenze appaiono in varie forme, ma mai a spadice e appena circondate da una brattea ascellante. Predominano le forme erbacee, ma sono anche presenti piante legnose. Frequenti sono gli adattamenti agli ambienti aridi.

## Tassonomia
Secondo il sistema Cronquist è suddivisa in due ordini in cui si annoverano 19 famiglie e circa 25.000 specie.
- Ordine Liliales
  - Philydraceae
  - Pontederiaceae
  - Haemodoraceae
  - Cyanastraceae
  - Liliaceae
  - Iridaceae
  - Velloziaceae
  - Aloeaceae
  - Agavaceae
  - Xanthorrhoeaceae
  - Hanguanaceae
  - Taccaceae
  - Stemonaceae
  - Smilacaceae
  - Dioscoreaceae
- Ordine Orchidales
  - Geosiridaceae
  - Burmanniaceae
  - Corsiaceae
  - Orchidaceae

Nella moderna classificazione filogenetica (Classificazione APG IV) questo raggruppamento non è più accettato.